# Kierzki (województwo podlaskie)
Kierzki – wieś w Polsce położona w województwie podlaskim, w powiecie wysokomazowieckim, w gminie Kobylin-Borzymy.
W latach 1975–1998 miejscowość administracyjnie należała do województwa łomżyńskiego.
Wierni kościoła rzymskokatolickiego należą do parafii św. Stanisława Biskupa i Męczennika w Kobylinie-Borzymach.

## Historia
Według Zygmunta Glogera wieś była wymieniona w dokumentach w roku 1545. W I Rzeczypospolitej Kierzki należały do ziemi bielskiej.
Słownik geograficzny Królestwa Polskiego pod koniec XIX w. wymienia Kierzki jako wieś szlachecką w powiecie mazowieckim, gmina Piszczaty, parafia Kobylin.
W roku 1921 naliczono tu 9 budynków z przeznaczeniem mieszkalnym oraz 59 mieszkańców (29 mężczyzn i 30 kobiet). Wszyscy podali narodowość polską i wyznanie rzymskokatolickie.